# Medaković (quartier de Belgrade)
Pour les articles homonymes, voir Medaković.
Medaković (en serbe cyrillique : Медакови), familièrement appelé Medak, est un quartier de Belgrade, la capitale de la Serbie. Il est principalement situé dans la municipalité urbaine de Voždovac, tandis que la partie la plus à l'est de Medaković III appartient à la municipalité de Zvezdara.
Medaković est situé dans la vallée du Mokroluški potok, au sud de l'autoroute Belgrade-Niš. Le quartier est constitué de trois ensembles : Medaković I à l'ouest, Medaković II au centre et Medaković III à l'est. En 2002, l'ensemble du quartier comptait 23 691 habitants.

## Medaković I
Medaković I est la partie la plus orientale et la plus ancienne du quartier. Il est délimité par les rues Medakovićeva au nord, à la limite du quartier de Marinkova bara, Zaplanjska à l'ouest, où il est longé par le quartier de Dušanovac, et Ignjata Joba au sud, où il est limitrophe du quartier de Braće Jerković. À l'est et au nord-est, il se prolonge dans le quartier de Medaković II. En 2002, Medaković I et Medaković II comptaient 11 038 habitants.

## Medaković II
Medaković II constitue la partie centrale du quartier. Il est délimité par les quartiers de Medaković I (à l'ouest), Marinkova bara (au nord), Braće Jerković (au sud) et Medaković III (à l'est). Le secteur est entièrement résidentiel et centré autour du carrefour giratoire de la ligne de bus 30.

## Medaković III
Medaković III constitue la partie la plus occidentale et la plus récente du quartier, principalement construite à la fin des années 1990. En revanche, l'ensemble n'a jamais été achevé (espaces verts, rues etc.). Il est bordé par les quartiers de Medaković II (à l'ouest), Padina (au sud) et Marinkova bara (au nord, le long de l'autoroute). En 2002, il comptait 12 653 habitants.

## Transports
Le quartier est desservi par les lignes de bus 18 (Medaković III - Zemun Bačka) et 30 (Slavija – Medaković II) de la société GSP Beograd. Il est également desservi par la ligne de trolleybus 29 (Studentski trg - Medaković III).